# Isaac Peral y Caballero
Isaac Peral y Caballero (Cartagena, 1 juni 1851 – Berlijn, 22 mei 1895) was een Spaanse tweede luitenant die vooral bekend werd van zijn uitvinding van een volledig elektrisch aangedreven duikboot, Peral genaamd.
Op militair vlak is hij vooral gekend door zijn deelname aan de Tienjarige Oorlog en de Derde Carlistenoorlog.  Naast militair was hij ook een grote wetenschapper.  Hij werd in 1883 benoemd tot de leerstoel Wiskunde en Natuurkunde aan de Escuela de Ampliación de Estudios de la Armada van het Spaanse leger.